# Soriano-Pedroso

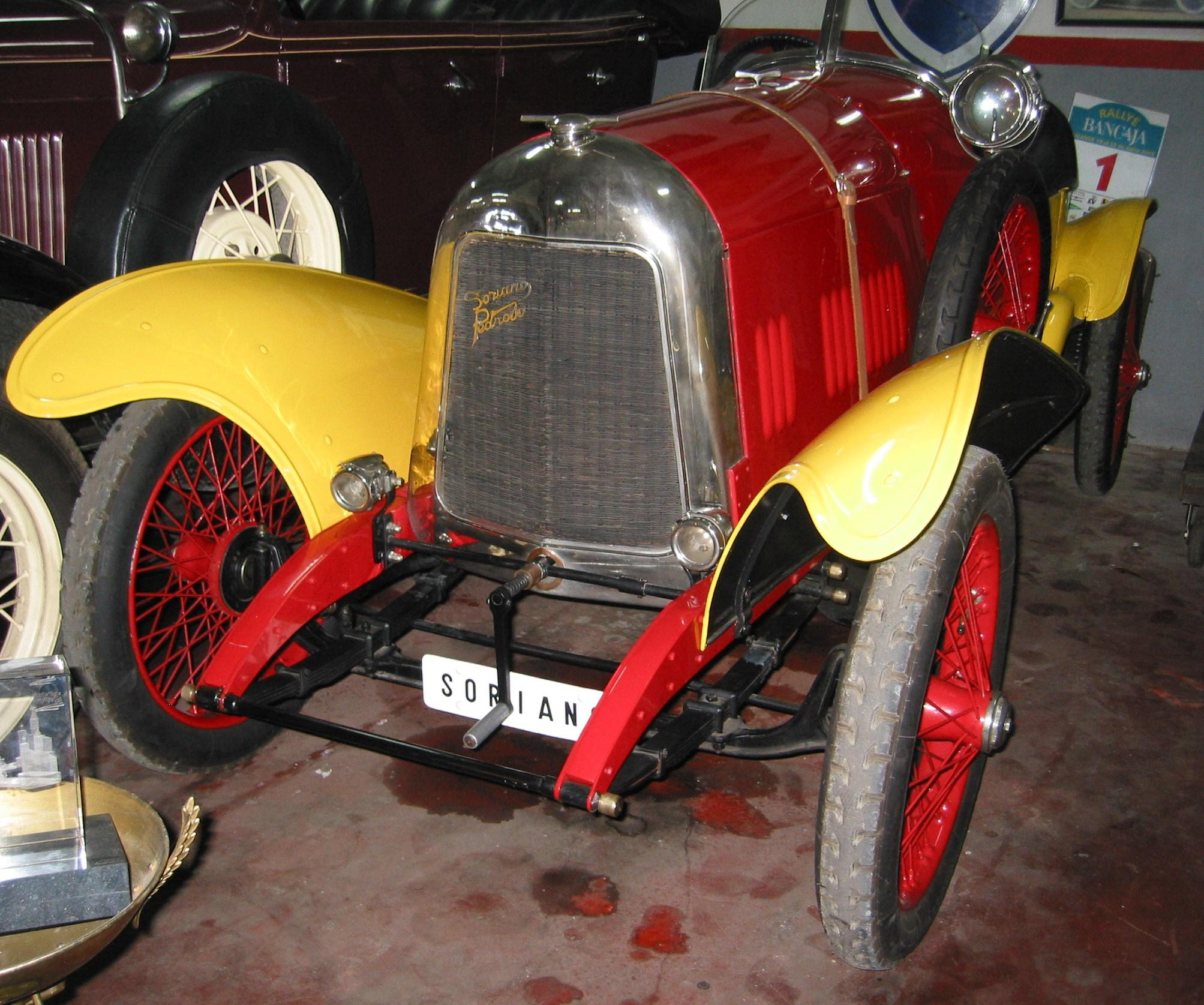
Soriano-Pedroso von 1920

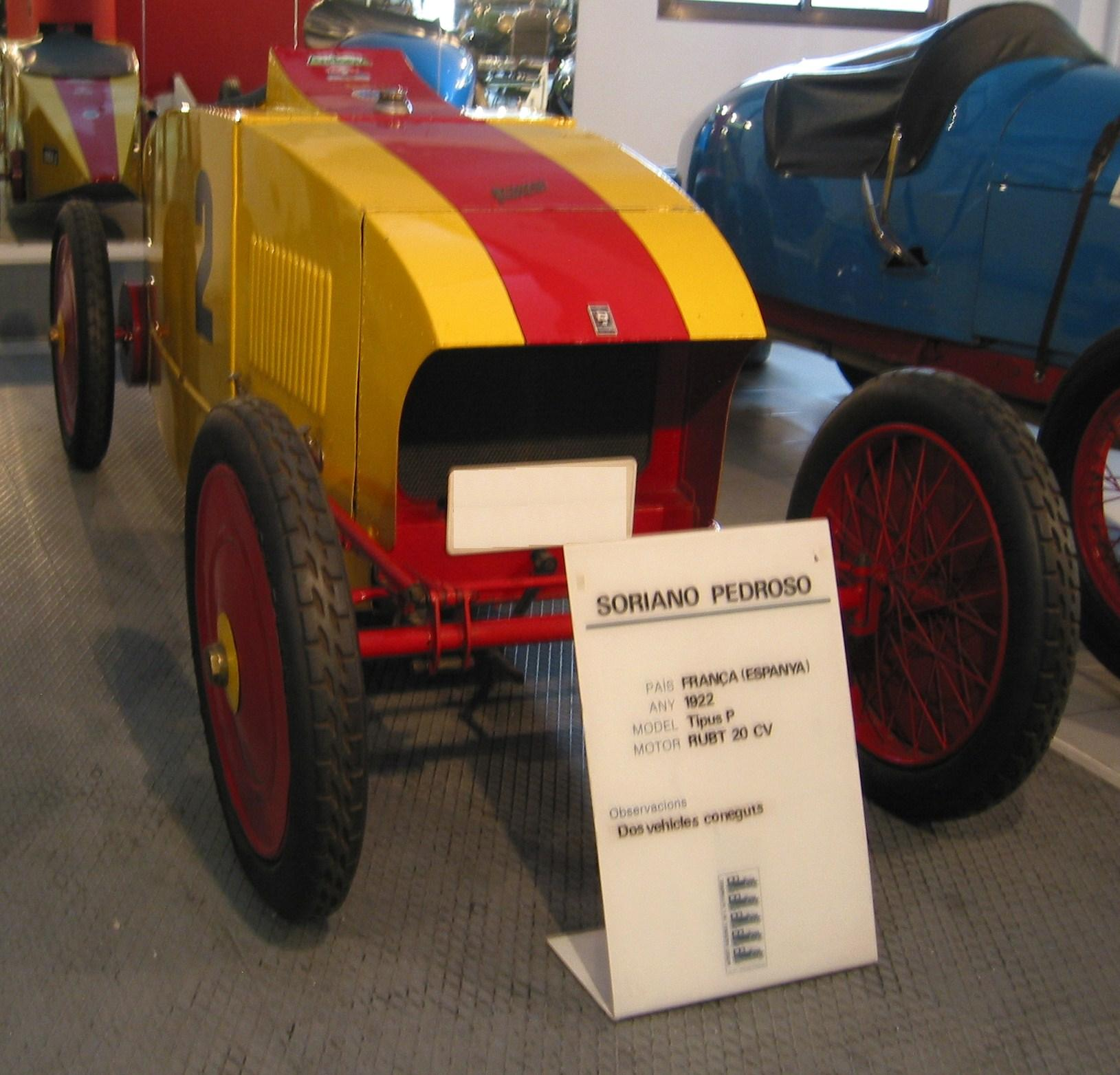
Soriano-Pedroso von 1922

Die SA des Automobiles Soriano-Pedroso war ein französischer Hersteller von Automobilen.

## Unternehmensgeschichte
Die beiden spanischen Aristokraten Ricardo Soriano, marqués de Ivanrey (1883–1973) und San Carlos de Pedroso gründeten 1919 das Unternehmen in Biarritz und begannen mit der Produktion von Automobilen. Der Markenname lautete Soriano-Pedroso. Die Serienfertigung fand allerdings in Neuilly-sur-Seine statt. 1924 endete die Produktion.

## Fahrzeuge
Das Unternehmen stellte Sportwagen her. Zum Einsatz kamen Einbaumotoren von Ballot mit wahlweise 1131 cm³ oder 1590 cm³ Hubraum mit 65 mm Bohrung und 120 mm Hub. Das Fahrzeug erreichte knapp 100 km/h. Später wurde der Hubraum des kleineren Motors durch eine Reduzierung der Bohrung auf 1094 cm³ gesenkt, damit das Fahrzeug bei Autorennen in der Hubraumklasse bis 1100 cm³ starten konnte.
Fahrzeuge dieser Marke sind in der Col·lecció Ramón Magriñá i Berga in Masllorenç in Spanien und im Museu Nacional de l’Automòbil d’Andorra in Encamp zu besichtigen.